# Etta Semple
Etta Semple, née Martha Etta Kilmer (21 septembre 1854 - 11 avril 1914) est une éditrice, activiste athée et féministe américaine.
Etta Semple était la présidente de la Kansas Freethought Association. Elle faisait partie d'un groupe de personnalités combattant activement l'intrusion de la religion au sein du gouvernement, alors que les chefs religieux éminents de l'époque souhaitaient  modifier la Constitution des États-Unis afin de faire de l'Amérique une nation uniquement chrétienne.

## Biographie
Etta Semple est née à Quincy en Illinois dans une famille baptiste. Dès son plus jeune âge, elle s'interroge sur les religions qu'elle qualifie alors d'« ignorance et de superstition ». Elle est à l'origine de la Kansas Freethought Association (KFA) visant à protéger la séparation de l'Église et de l'État. Elle est élue présidente de l'association en 1879. 
En 1887, elle épouse son second mari, Matthew Semple. Tous les deux sont des militants actifs du mouvement ouvrier. Etta Semple rédige deux romans en lien avec la classe ouvrière The Strike et Society. Elle œuvre le temps de deux mandats au bureau du Parti travailliste,.

## Freethought Ideal (1898-1901)
En utilisant son propre argent et son temps personnel, Etta Semple publie elle-même un journal bimestriel intitulé Freethought Ideal entre 1898 et 1901.  Le média est imprimé à 2 000 exemplaires par numéro.  Principale éditrice, elle publie notamment les textes de Laura Knox. Dans un éditorial datant de 1898, elle déclare : « Tout véritable libre penseur accorde à chaque individu le droit à la liberté mentale. Là où cette liberté mène ne préoccupe pas autrui tant qu'elle n'empiète pas sur ses droits. ».
Chaque numéro de Freethought Ideal offrait une récompense de 1 000 $ à quiconque pouvait donner une preuve positive du surnaturel, y compris celle de Dieu. Elle collabore avec le dessinateur Watson Heston, qui se met à dessiner pour le journal. Le travail d'Etta Semple est loué par The Free Thought Magazine. En 1901, elle se dit fatiguée de « tenter de parler au reste du monde » et arrête la publication de Freethought Ideal.
La même année, impliquée dans le mouvement de tempérance, elle rencontre la militante Carrie Nation.

## Ouverture du sanatorium
À partir de 1901, elle consacre l'intégralité de son temps à la convalescence de son mari gravement malade. Forte de son expérience autodidacte pour les soins, elle ouvre à proximité de son domicile un centre de convalescence, le seul sanatorium de la région.   
Elle accueille tous patients dans le besoin, même ceux dans l'impossibilité de payer leurs soins. Etta Semple est qualifiée par l'Evening Herald comme une « bonne samaritaine » et « l'une des plus grandes bienfaitrices que la région d'Ottawa n'ait jamais connue »,.    
En 1905, l'un des patients de l'établissement est tué à l'intérieur du sanatorium. En pleine nuit, quelqu'un s'introduit par la fenêtre de la chambre d'Etta Semple armé d'un couteau et d'une hache. Celle-ci avait abandonné sa chambre au profit d'un malade. Le meurtre est resté irrésolu, tout comme le doute concernant la possibilité qu'Etta Semple soit la personne originellement visée par cet acte.

## Décès et héritage
Etta Semple est décédée de la grippe en 1914. Conformément à ses aspirations athées, aucune prière, ni éloge funèbre n'est prononcé lors de ses funérailles, seulement une sélection de ses poèmes préférés, dont la chanson laïque, Scattering Seeds of Kindness.     
Pendant de nombreuses années, sa tombe n'a pas été marquée. En 2002, la Société historique du comté de Franklin a recueilli suffisamment d'argent pour ériger un marqueur avec l'épitaphe qu'elle a rédigée elle-même pour sa pierre tombale : « Athée, radicale, socialiste, féministe, philanthrope et penseur libre. Etta était une éditrice de journaux, une romancière, une médecin autodidacte et une championne des opprimés. ».
Le bâtiment qui abritait le sanatorium a été condamné en 2015. Malgré les demandes de ses partisans, il n'a jamais reçu le statut de bâtiment protégé.